# Monte Giovi
Pour le hameau italien de la province de Grosseto, voir Montegiovi.
Le Monte Giovi est une montagne des Apennins toscans de la ville métropolitaine de Florence  entre les communes de Borgo San Lorenzo et de  Pontassieve et dans une moindre mesure de Rufina, Dicomano et Vicchio.
Il est délimité au nord et à l'est par le val du Fiume et au sud par les alentours de Pontassieve. Il culmine à 993 m et sépare le  Mugello du Valdarno et de la basse vallée de la Sieve.
Il fut le lieu de nombreux affrontements pendant les épisodes de la libération de la Seconde Guerre mondiale et fait, pour ces raisons historiques, partie du Parco Culturale della Memoria.
En 1972, lors de fouilles destinées au tracé d'une route, des vestiges archéologiques furent mis au jour. Deux zones, l'une située environ à 100 mètres du sommet et l'autre située sur le sommet lui-même.
Dans la première aire ont été retrouvées plus de 2 000 pointes de flèches en fer, quelques fragments de bronze, diverses céramiques et deux petites statues de bronze représentants deux figures masculines stylisées, aujourd'hui visibles au musée archéologique de Fiesole.
Dans la seconde aire ont été retrouvés des fragments de vases appartenant à la période étrusque.

## Sources
- (it) Cet article est partiellement ou en totalité issu de l’article de Wikipédia en italien intitulé « Monte Giovi » (voir la liste des auteurs).